# Wyeomyia covagarciai
Wyeomyia covagarciai is een muggensoort uit de familie van de steekmuggen (Culicidae). De wetenschappelijke naam van de soort is voor het eerst geldig gepubliceerd in 1974 door Sutil Oramas & Pulido F..